# Trần Văn Sang
Trần Văn Sang (sinh năm 1967) là kiểm sát viên cao cấp Việt Nam. Ông hiện giữ chức vụ Viện trưởng Viện kiểm sát nhân dân tỉnh Bình Định.

## Tiểu sử
Trần Văn Sang sinh năm 1967, quê quán tại xã Mỹ Hiệp, huyện Phù Mỹ, tỉnh Bình Định.
Trần Văn Sang là đảng viên Đảng Cộng sản Việt Nam.
Ông có bằng cử nhân Luật và Thạc sĩ Kinh tế, bằng Cao cấp lí luận chính trị Đảng Cộng sản Việt Nam.
Ông từng giữ chức vụ Phó Giám đốc Sở Tư pháp Bình Định.
Sau đó, Trần Văn Sang được Ban Thường vụ Tỉnh ủy Bình Định điều động và vào ngày 1 tháng 7 năm 2014 được Viện trưởng Viện kiểm sát nhân dân tối cao Việt Nam bổ nhiệm giữ chức vụ Phó Viện trưởng Viện kiểm sát nhân dân tỉnh Bình Định.
Ngày 1 tháng 1 năm 2015, Trần Văn Sang được bổ nhiệm chức vụ Viện trưởng Viện kiểm sát nhân dân tỉnh Bình Định nhiệm kì 5 năm (theo quyết định số 12 ngày 25.12.2014 của Viện trưởng Viện KSND tối cao).
Sáng ngày 16 tháng 10 năm 2015, tại Đại hội đại biểu Đảng bộ Đảng Cộng sản Việt Nam tỉnh Bình Định, Trần Văn Sang trúng cử vào Ban Chấp hành Đảng bộ tỉnh khóa XIX nhiệm kỳ 2015-2020.
Ngày 3 tháng 4 năm 2016, Trần Văn Sang được trao quyết định bổ nhiệm chức danh kiểm sát viên cao cấp.